# Route nationale 610
Pour les articles homonymes, voir Route 610.
La route nationale 610 ou RN 610 était une route nationale française reliant Trèbes à Aigues-Vives. À la suite de la réforme de 1972, elle a été déclassée en RD 610 dans l'Aude et en RD 910 dans l'Hérault.

## Ancien tracé de Trèbes à Aigues-Vives (D 610 & D 910)
- Trèbes
- Marseillette
- Puichéric
- Homps
- Olonzac
- Beaufort
- Aigne
- Aigues-Vives